# ATP Cleveland 1984
L'ATP Cleveland 1984 è stato un torneo di tennis giocato sul cemento. È stata la 7ª edizione dell'ATP Cleveland, che fa parte del Volvo Grand Prix 1984. Si è giocato a Cleveland negli USA, dal 6 al 12 agosto 1984.

## Campioni

### Singolare
Terry Moor ha battuto in finale  Martin Davis con il punteggio di 3–6, 7–6, 6–2

### Doppio
Francisco González /  Matt Mitchell hanno battuto in finale  Martin Davis /  Chris Dunk con il punteggio di 7–6, 7–5